# Biko
"Biko" is een nummer van de Britse muzikant Peter Gabriel. Het nummer werd uitgebracht op zijn derde titelloze album uit 1980. In juli van dat jaar werd het nummer uitgebracht als de derde single van het album.

## Achtergrond

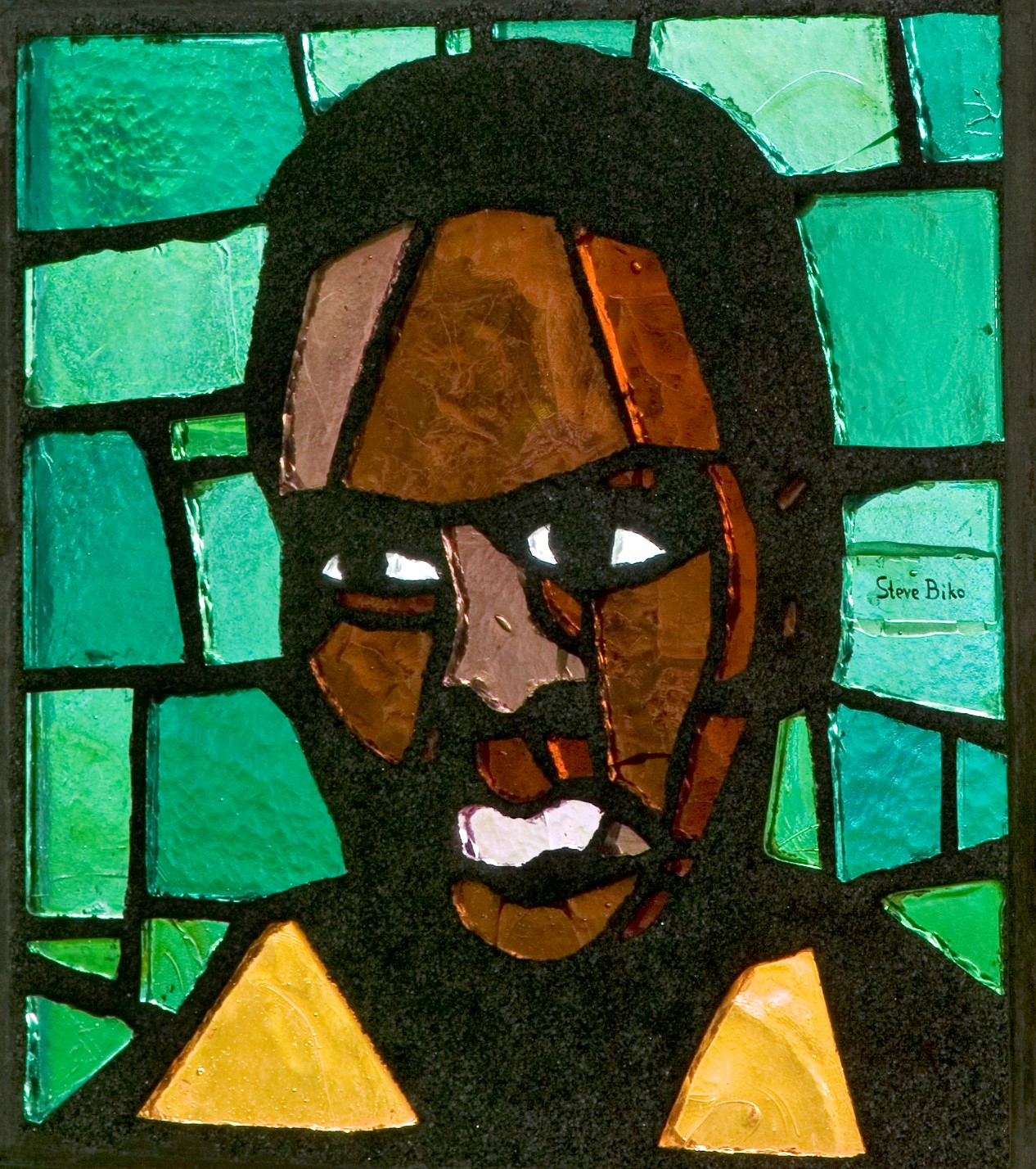
Steve Biko op een raam in de Sint-Annakerk in Heerlen.

"Biko" is geschreven door Gabriel en is een muzikaal eerbetoon aan de Zuid-Afrikaanse anti-apartheidsactivist Steve Biko, die op 12 september 1977 overleed aan zijn verwondingen nadat politieagenten hem na zijn arrestatie een maand eerder herhaaldelijk mishandelden. Hij werd een symbool van het politiegeweld tijdens de apartheid; aangezien hij nooit eerder voor een misdaad was veroordeeld, werd hij al snel een van de eerste anti-apartheidsactivisten die wereldwijd bekend werd. Veel muzikanten schreven nummers over Biko, waaronder Tom Paxton, Peter Hammill, Steel Pulse en Tappa Zukie.
Gabriel hoorde van de dood van Biko via het verslag van de BBC, was geëmotioneerd door het verhaal en begon onderzoek te doen naar zijn leven. Met de vergaarde informatie schreef hij een nummer over de dood van Biko. Dit viel samen met het begin van zijn interesse in Afrikaanse muziek, waarvan veel invloeden zijn te horen op zijn derde soloalbum, waaronder op "Biko". Ook werd hij beïnvloed door zijn associatie met collegamuzikant Tom Robinson, die Gabriel heeft aangemoedigd om het nummer uit te brengen toen hij eraan begon te twijfelen. Het is het enige nummer op het album dat expliciet wordt aangeduid als protestlied.

## Tekst
De tekst van "Biko" begint als nieuwsverhaal met de regel "September '77, Port Elizabeth, weather fine, it was business as usual in police room 619", verwijzend naar de maand, locatie en de politieruimte waar Biko werd mishandeld. De Engelse tekst wordt regelmatig onderbroken door de zin "Yila Moja", wat in het Xhosa "Kom, geest" betekent; Biko is dood, maar zijn geest leeft nog. De rest van het nummer geeft kritiek op het geweld tijdens de apartheid en motiveert de luisteraar om zich te mengen in de strijd tegen apartheid.
Gabriel gebruikte elementen van drie andere nummers in "Biko": de albumversie begint met het Zuid-Afrikaanse nummer "Ngomhla sibuyayo" en eindigt met "Senzeni na?" uit hetzelfde land, terwijl het latere Zuid-Afrikaanse volkslied "Nkosi sikelel' iAfrika" de singleversie van het nummer afsloot. Deze nummers zijn tevens ten gehore gebracht op de begrafenis van Biko.

## Successen en impact
"Biko" werd in 1980 voor het eerst op single uitgebracht. Gabriel doneerde de inkomsten van zowel de 7"- als de 12"-single aan de Zuid-Afrikaanse zwarte bewustzijnsbeweging, waar Biko tot zijn overlijden een van de leiders van was. Uiteindelijk doneerde hij meer dan 50.000 Britse ponden aan de beweging. De B-kant van de single bevatte een cover van "Shosholoza", een volkslied van de Zuid-Ndebele, en een Duitse versie van "Here Comes the Flood", dat in 1977 op Gabriels eerste soloalbum verscheen. De single werd enkel een hit in het Verenigd Koninkrijk, waar het de 38e plaats behaalde. Een liveversie van het nummer uit 1987, uitgebracht ter promotie van de film Cry Freedom over het leven van Biko, kwam tot plaats 49 in hetzelfde land.
"Biko" en het album waarop het verscheen werden verboden door Zuid-Afrika vanwege de kritiek op de apartheid. Desondanks had het nummer een grote politieke impact; het wordt regelmatig het belangrijkste anti-apartheidsnummer van buiten Zuid-Afrika genoemd en zorgde voor een lange reeks aan anti-apartheidsmuziek gedurende de jaren '80 van de twintigste eeuw, waaronder "Free Nelson Mandela" van The Special A.K.A. en "Sun City" van Artists United Against Apartheid, onder leiding van Steven Van Zandt.

## Andere versies
Gabriel zong "Biko" tijdens het concert ter gelegenheid van de zeventigste verjaardag van Nelson Mandela in 1988. Het nummer is regelmatig uitgevoerd door andere artiesten, waaronder Joan Baez, Manu Dibango met Gabriel, Sinéad O'Connor, Ladysmith Black Mambazo, Geoffrey Oryema en Alex Brown, Paul Simon, Simple Minds en Robert Wyatt. Daarnaast werd is het prominent gebruikt in de voorlaatste aflevering van het eerste seizoen van de televisieserie Miami Vice.
Rhiannon Giddens nam met het Silkroad Ensemble een versie van "Biko" op. Het is een van de vier nummers op de EP Phoenix Rising (2023).

## NPO Radio 2 Top 2000
| Nummer met noteringen in de NPO Radio 2 Top 2000 | '99 | '00-'01 | '02 | '03 | '04 | '05 | '06 | '07 | '08 | '09 | '10 | '11 | '12 | '13 | '14 | '15 | '16 | '17  | '18  | '19  | '20  | '21  | '22  | '23  | '24  |
| ------------------------------------------------ | --- | ------- | --- | --- | --- | --- | --- | --- | --- | --- | --- | --- | --- | --- | --- | --- | --- | ---- | ---- | ---- | ---- | ---- | ---- | ---- | ---- |
| Biko                                             | 420 | -       | 462 | 472 | 437 | 476 | 587 | 713 | 566 | 502 | 515 | 647 | 694 | 578 | 691 | 933 | 854 | 1157 | 1344 | 1346 | 1287 | 1385 | 1466 | 1423 | 1458 |

1. ↑  Een '-' betekent dat het nummer niet was genoteerd en een vetgedrukt getal geeft de hoogste notering aan.